# Lumezzane
Lumezzane är en ort och kommun i provinsen Brescia i regionen Lombardiet i Italien. Kommunen hade 22 130 invånare (2018).